# Малибу-экспресс
«Малибу-экспресс» (англ. Malibu Express) — приключенческий боевик 1985 года американского режиссёра Энди Сидариса (англ. Andy Sidaris).

## Сюжет
Американская компьютерная технология находится под угрозой шпионажа. Частный детектив-ловелас по принуждению федералов пытается выявить шпионов среди помешанных на сексе богатеях…

## В ролях
- Дарби Хинтон
- Сибил Дэннинг
- Лорри Саттон
- Арт Метрано

## Съёмочная группа
- Режиссёр: Энди Сидарис
- Сценарий: Энди Сидарис
- Продюсеры: Энди Сидарис, Анатолий Арутунофф, Боб Перкис, Билл Прайор
- Оператор: Ховард Уэкслер
- Композитор: Генри Стшелецкий
- Художники: Сэл Грассо, Филлип Деннис
- Монтажёры: Крэйг Стюарт, Ховард Уэкслер

## Интересные факты
- В фильме снимались такие звёзды «Плейбоя» 80-х, как Кимберли МакАртур, Барбара Эдвардс, Лоррейн Майклз и Линда Уизмайер.